# Ivo Frosio
Ivo Frosio (27. april 1930 - 18. april 2019) var en schweizisk fodboldspiller (midtbane).
Frosio spillede 13 kampe for det schweiziske landshold. Han var med i landets trup til VM 1954 på hjemmebane, men kom dog ikke på banen i turneringen, hvor schweizerne blev slået ud i kvartfinalen.
Frosio repræsenterede på klubplan Grasshopper, som han vandt to schweiziske mesterskaber med, samt FC Lugano.

## Titler
Schweizisk mesterskab
- 1952 og 1956 med Grasshopper

Coupe de Suisse
- 1952 og 1956 med Grasshopper